# Gyrinus dentipennis
Gyrinus dentipennis is een keversoort uit de familie van schrijvertjes (Gyrinidae). De wetenschappelijke naam van de soort is voor het eerst geldig gepubliceerd in 1825 door Macleay.